# Windfoche (Leichlingen)
Windfoche ist eine Hofschaft in der Stadt Leichlingen (Rheinland) im Rheinisch-Bergischen Kreis.

## Lage und Beschreibung
Windfoche liegt südwestlich von Witzhelden auf einem Höhenrücken zwischen dem Windfocher Bach und dem Liesendahls Bach, zwei Zuläufe des Wersbachs, nahe der Stadtgrenze zu Burscheid. Nachbarorte sind Tirol, Krabbenhäuschen, Schneppenpohl, Metzholz, Scheuerhof, Krähwinkel, Neukrähwinkel, Wersbach, Wilhelmstal, Richtershof auf Leichlinger und Dohm, Paffenlöh, Ober- und Unterwietsche auf Burscheider Stadtgebiet. Abgegangen ist Wiedenbach.

## Geschichte
Die Karte Topographia Ducatus Montani aus dem Jahre 1715 zeigt einen Hof unter dem Namen Windfog. Im 18. Jahrhundert gehörte der Ort zum Kirchspiel Witzhelden im bergischen Amt Miselohe. Die Topographische Aufnahme der Rheinlande von 1824 und die Preußische Uraufnahme von 1844 verzeichnen den Ort als Windfoch bzw. Windfoche. Windfoche lag auf Witzheldener Gebiet unmittelbar an der Grenze zu dem Kirchspiel Leichlingen.
1815/16 lebten 27 Einwohner im Ort. 1832 gehörte Windfoche dem Kirchspiel Witzhelden der Bürgermeisterei Burscheid an. Der laut der Statistik und Topographie des Regierungsbezirks Düsseldorf als Hofstadt kategorisierte Ort besaß zu dieser Zeit vier Wohnhäuser und neun landwirtschaftliche Gebäude. Zu dieser Zeit lebten 25 Einwohner im Ort, allesamt evangelischen Glaubens.
Aufgrund der Gemeindeordnung für die Rheinprovinz erhielt 1845 das Kirchspiel Witzhelden den Status einer Gemeinde, schied aus der Bürgermeisterei Burscheid aus und bildete ab 1850 eine eigene Bürgermeisterei. Im Gemeindelexikon für die Provinz Rheinland werden 1885 fünf Wohnhäuser mit 26 Einwohnern angegeben. 1895 besitzt der Ort fünf Wohnhäuser mit 28 Einwohnern, 1905 fünf Wohnhäuser und 23 Einwohner.
Am 1. Januar 1975 wurde die Gemeinde Witzhelden mit Windfoche in Leichlingen eingemeindet.